# Gara Wotton (Brill Tramway)
Gara Wotton a fost o gară mică din Buckinghamshire, Anglia, construită de Ducele de Buckingham în 1871. Parte a unui tramvai privat tras de cai, conceput pentru a transporta mărfuri din și în jurul terenurilor sale din Buckinghamshire, stația Wotton a fost destinată să deservească casa Ducelui din Wotton House și satul din apropiere Wotton Underwood⁠(d). În 1872, linia a fost extinsă până în satul din apropiere Brill⁠(d), transformată în uz de pasageri, echipată cu locomotive cu abur și redenumită Brill Tramway . În anii 1880, s-a propus extinderea liniei până la Oxford, dar operarea liniei a fost preluată de Metropolitan Railway din Londra.
Deși situată într-o zonă nelocuită, stația Wotton a fost relativ bine folosită. A înregistrat cel mai mare număr de pasageri din orice stație de pe linie, cu excepția terminusului de la gara Brill și joncțiunea cu linia principală către Londra, la gara Quainton Road și, de asemenea, transporta cantități mari de lapte de la fermele de lapte din zonă. În 1906 a fost deschisă Great Western and Great Central Joint Railway (cunoscută în mod obișnuit ca Ruta Alternativă), traversând Tramvaiul Brill la Wotton. Deși liniile nu au fost conectate, o stație (numită și Wotton ) a fost construită pe noua linie foarte aproape de stația existentă Wotton; cele două stații împărțeau un șef de gară. 
În 1933, Metropolitan Railway, care a închiriat linia, a fost luată în proprietate publică și a devenit Metropolitan Line of London Transport . În ciuda faptului că este o mică stație rurală 49 mile (79 km) cu trenul din City of London, Wotton a devenit o stație a metroului londonez. Frank Pick⁠(d), directorul executiv al London Passenger Transport Board, și-a propus să renunțe la operațiunile de transport de marfă pe rețeaua de metrou londonez și nu a văzut nicio modalitate prin care părțile mai îndepărtate ale fostei căi ferate Metropolitane ar putea deveni vreodată rute viabile pentru pasageri. Ca urmare, toate serviciile de pasageri la nord de Aylesbury au fost retrase între 1935 și 1936; ultimele trenuri de pe tramvaiul Brill au circulat pe 30 noiembrie 1935. Linia a revenit ulterior descendenților ducelui de Buckingham, însă aceștia nu au dispus de fondurile și echipamentele necesare pentru a o opera. La 2 aprilie 1936, întreaga infrastructură a liniei, inclusiv stația Wotton, a fost vândută la licitație pentru fier vechi. Cu excepția unei mici clădiri care a servit drept forjă pentru Tramvaiul Brill, toate clădirile stației din Wotton au fost demolate.

## Tramvaiul Wotton

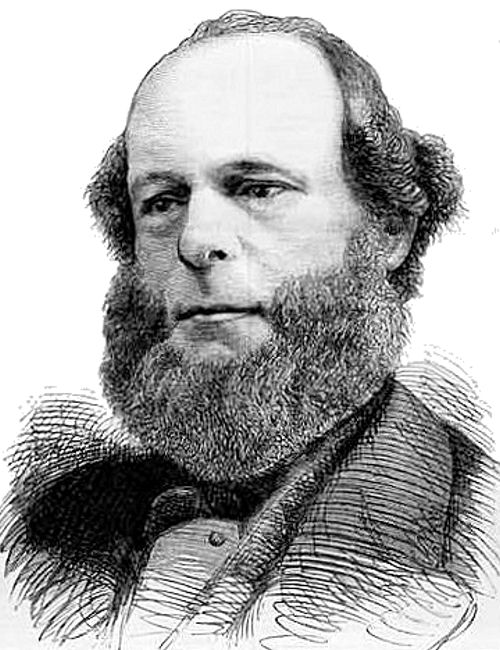
Ducele de Buckingham, fondatorul Tramvaiului Brill

Pe 23 septembrie 1868, s-a deschis mica cale ferată Aylesbury și Buckingham (A&BR), care leagă gara Great Western Railway⁠(d) de la Aylesbury de linia Oxford de la Londra și North Western Railway la Bletchley la Verney Junction.  Pe 1 Septembrie 1894, Metropolitan Railway (MR) din Londra a ajuns la Aylesbury, și la scurt timp după aceea a fost conectată la linia A&BR, cu servicii locale MR care circulă până la Verney Junction de la 1 aprilie 1894. Prin trenurile de la terminusul londonez al MR de pe Baker Street au început pe 1 ianuarie 1897.
Richard Plantagenet Campbell Temple-Nugent-Brydges-Chandos-Grenville, al 3-lea Duce de Buckingham și Chandos, a manifestat un interes de durată față de căile ferate, ocupând funcția de președinte al Căilor Ferate din Londra și Nord-Vest între 1852 și 1861. La începutul anilor 1870, a decis să construiască o cale ferată ușoară pentru transportul mărfurilor de pe moșiile sale din Buckinghamshire către linia Aylesbury and Buckingham Railway (A&BR) la Quainton Road. Deoarece linia propusă urma să fie construită pe terenuri deținute de Duce și de Winwood Charity Trust, care și-a dat acordul pentru realizarea proiectului, nu era necesară aprobarea Parlamentului, permițând începerea imediată a lucrărilor de construcție.
Prima etapă a traseului, cunoscută sub numele de tramvaiul Wotton, a avut o lungime de 4 mile (6,4 km) și se întindea de la Quainton Road prin Wotton până la o platformă de descărcare a cărbunelui din Kingswood. Aceasta a fost inaugurată la 1 aprilie 1871. Linia, destinată exclusiv tramvaielor trase de cai, a fost construită folosind traverse longitudinale pentru a reduce riscul ca animalele să se împiedice.

### Extindere la Brill și conversie la utilizarea pasagerilor
Locuitorii orașului Brill, aflat în apropiere, au făcut lobby pe lângă Ducele de Buckingham pentru introducerea serviciilor de pasageri pe linie. Această solicitare a dus la modernizarea și extinderea liniei de la Wotton, prin punctul terminus inițial al sistemului de tramvai la Wood Siding, până la un nou terminus situat la poalele dealului Brill, la nord de orașul cu același nume. Noua gară Brill a fost deschisă în martie 1872. Pe lângă trenurile de marfă, care circulau în funcție de necesități, două trenuri mixte circulau zilnic în ambele sensuri. Ducele a achiziționat două locomotive modificate de la Aveling și Porter, cu o viteză maximă de 8 mile pe oră (13 km/h), deși a fost impusă o limită de viteză de 5 mile pe oră (8,0 km/h). Odată cu deschiderea extensiei către Brill, linia a început să fie cunoscută sub denumirea de Tramvaiul Brill.
În 1889, Ducele de Buckingham a murit, iar în 1894, administratorii proprietății sale au înființat compania Oxford & Aylesbury Tramroad Company (O&ATC), având intenția de a extinde linia de la Brill până la Oxford. Cu toate acestea, extinderea dincolo de Brill nu a fost niciodată realizată. La acel moment, serviciile feroviare între Londra și Oxford erau foarte slabe. Deși traseul propus ar fi fost sinuos, o legătură între Quainton Road și Oxford ar fi reprezentat cea mai scurtă rută între Oxford și City of London.

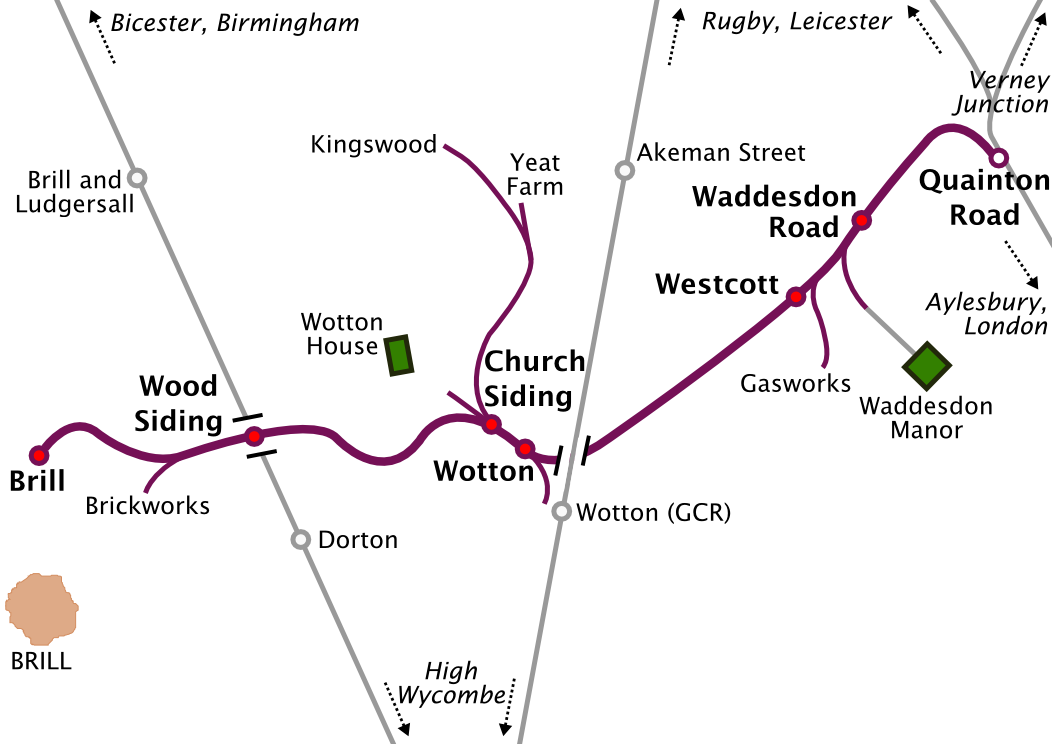
Întinderea completă a sistemului Brill Tramway. Ruta alternativă traversează, dar nu se alătură, tramvaiul Brill la Wotton. Nu toate liniile și stațiile prezentate în această diagramă au fost deschise simultan.

Metropolitan Railway a închiriat Tramvaiul Brill începând cu 1 decembrie 1899, iar de atunci MR (Linia Metropolitană a metroului londonez, după iulie 1933) a operat toate serviciile de pe această linie, deși proprietatea asupra liniei a rămas la Oxford & Aylesbury Tramroad Company (O&ATC). Pe toată durata funcționării Tramvaiului Brill, infrastructura și stațiile au continuat să fie deținute de O&ATC. Metropolitan Railway a avut o opțiune de a achiziționa direct linia, însă aceasta nu a fost niciodată exercitată.

## Structuri și siding
Gara Wotton era amplasată într-o zonă rurală deschisă, la aproximativ o milă (1,6 km) de cea mai apropiată localitate, Wotton Underwood, care în 1871 avea o populație de aproximativ 220 de locuitori. Stația se afla aproximativ la jumătatea distanței dintre terminusul liniei de la Brill și joncțiunea cu linia principală de la Quainton Road, marcând punctul central oficial al liniei în scopuri operaționale. Când mai mult de o locomotivă era în funcțiune pe linie, Tramvaiul Brill utiliza un sistem de semnalizare bazat pe simboluri și culori, în care personalul de operare purta toiege colorate. Șoferii care circulau între Quainton Road și Wotton purtau un toiag albastru, iar cei care circulau între Wotton și Brill (inclusiv la sidingul Kingswood) purtau un toiag roșu. Stația era amplasată pe o curbă ascuțită, iar dacă extinderea către Oxford ar fi fost construită, gara ar fi trebuit relocată pentru a putea găzdui trenuri mai lungi și mai rapide.
Stația inițială consta într-un peron simplu, ridicat la aproximativ 15 cm deasupra solului, susținut de scânduri de lemn, dar a fost ulterior reconstruită. Stația era dotată cu o platformă scurtă la nivel și o magazie de mărfuri mică, de 7,6 metri pătrați. Principalii utilizatori ai facilităților de mărfuri erau fermele locale de produse lactate; în anii 1880, înainte ca Metropolitan Railway să preia operarea, gara Wotton procesa anual între 45.000 și 60.000 de galoane (aproximativ 200.000 până la 270.000 de litri) de lapte. Clădirea stației pentru pasageri era o colibă din lemn, cu un acoperiș de fier, având 7,3 metri lungime și 3,28 metri lățime, incluzând o sală de așteptare, un birou de bilete și toalete separate pentru bărbați și femei. Până la începutul secolului al XX-lea, portarul gării era obligat să țină un fierbător de trei galoane (aproximativ 13,5 litri) mereu încălzit, la cererea pasagerilor, pentru a le încălzi picioarele. De asemenea, o pereche de căsuțe mici a fost construită lângă gară pentru a găzdui angajații Tramvaiului.
O mică margine situată imediat la vest de stație ducea inițial către un grajd, unde erau adăpostiți caii tramvaiului. După mecanizarea liniei în 1872, grajdurile au fost închise, iar marginea a fost utilizată pentru a deservi un mic țarc pentru vite.

### Church Siding

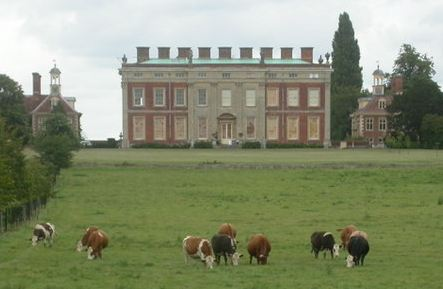
Ramificația Church Siding, situată la vest de gara Wotton, deservea reședința Ducelelui de Buckingham, Wotton House.

Puțin mai la vest de gară se afla o joncțiune cu o linie secundară de 1 milă și 57 de chain-uri (1 milă și 1.300 de yarzi; 1,8 km) cunoscută sub numele de Church Siding, care trecea prin Wotton Underwood până la cătunul Kingswood. Această ramificație deservise doi comercianți de cărbune și nu a transportat oficial pasageri; linia nu a fost niciodată modernizată pentru a suporta locomotive și a fost operată de cai pe toată durata existenței sale. (Amplasarea platformei de cărbune la Kingswood a fost controversată, deoarece era poziționată într-un loc incomod și construită pe un teren jos, predispus la inundații. Ducele și topograful liniei au avut o neînțelegere cu privire la cea mai bună locație pentru depozit; pentru a rezolva problema, Ducele și-a aruncat pălăria în aer, iar platforma de cărbune a fost construită acolo unde a căzut pălăria.) Ramificația către Kingswood a fost abandonată în jurul anului 1915, deși un tronson scurt, care făcea legătura între Tramvaiul Brill și reședința Ducelelui de Buckingham la Wotton House, a rămas deschis pentru transport ocazional de mărfuri până la închiderea liniei.

### Calea ferată comună Great Western și Great Central Railway
La 2 aprilie 1906, calea ferată comună Great Western and Great Central Railway, cunoscută în mod obișnuit sub numele de „Rută alternativă,” a fost deschisă pentru pasageri. Noua linie lega joncțiunea Ashendon, de pe linia principală Chiltern, de Great Central Railway la Grendon Underwood, la o scurtă distanță nord-vest de Quainton Road. Ruta alternativă traversa Tramvaiul Brill pe un pod la Wotton, iar o altă stație, denumită tot „Wotton,” a fost construită pe terasament, imediat la sud de stația Wotton existentă. Deși liniile nu erau conectate, a fost construită o ramificație temporară de la Tramvaiul Brill către noul terasament, utilizată pentru transportul materialelor de construcție și îndepărtarea deșeurilor în timpul construirii noii linii. Cele două stații Wotton erau foarte apropiate, iar același șef de gară era responsabil de ambele stații.

## Servicii de pasageri

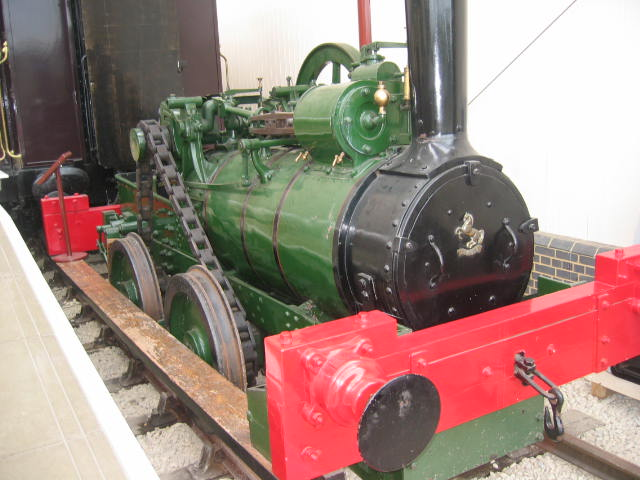
Una dintre locomotivele originale Aveling și Porter din 1871 utilizate pe tramvaiul Brill înainte ca operațiunile să fie preluate de Metropolitan Railway

Între 1872 și 1894, gara a fost deservită de două trenuri de pasageri pe zi, în fiecare direcție, iar din 1895 până în 1899 numărul a fost crescut la trei trenuri pe zi. După transferul serviciilor către Căile Ferate Metropolitane în 1899, gara a fost deservită de patru trenuri pe zi până la închiderea sa în 1935. Limitate de locomotive de calitate slabă și de șine ieftine, necalibrate, care urmăreau contururile dealurilor și se opreau la trei stații intermediare între Wood Siding și Quainton Road pentru a încărca și descărca mărfuri, pasageri și animale, trenurile circulau foarte încet. În 1887, călătoria de la Wotton la Brill dura între 35 și 45 de minute, iar călătoria de la Wotton la stația de joncțiune cu linia principală de la Quainton Road dura aproximativ o oră.
Îmbunătățirile aduse liniei odată cu transferul către Oxford & Aylesbury Tramroad, împreună cu utilizarea materialului rulant de calitate mai bună de la Metropolitan Railway, au redus timpul de călătorie de la Wotton la Brill și la Quainton Road la aproximativ 10 minute, respectiv 25 de minute. Deservind o zonă slab populată, gara Wotton a fost utilizată rar de pasageri, deși era cea mai folosită stație de pe linie, cu excepția stației Brill și a stației de intersecție de la Quainton Road. În 1932, ultimul an de funcționare privată, stația a înregistrat 2.648 de călătorii de pasageri, generând venituri totale de 144 de lire sterline (aproximativ 12.600 de lire sterline în 2024) din vânzarea biletelor.

## Retragerea serviciilor
La 1 iulie 1933, Metropolitan Railway, alături de celelalte căi ferate subterane ale Londrei, cu excepția scurtei Waterloo & City Railway, a fost naționalizată și preluată de noul London Passenger Transport Board (LPTB). Astfel, deși se afla la 45 de mile (72 km) și la peste două ore de mers de centrul Londrei, gara Wotton a devenit oficial parte a rețelei de metrou londonez. Cu toate acestea, la fel ca alte stații de pe linia Metropolitan din nordul Aylesbury, nu a fost niciodată afișată pe harta oficială a metroului. Frank Pick, director general al grupului Underground din 1928 și ulterior director executiv al LPTB, intenționa să elimine serviciile de transport de marfă din rețea și considera că liniile de dincolo de Aylesbury, prin Quainton Road, până la Brill și Verney Junction, nu aveau un viitor financiar viabil ca rute de transport pentru pasageri. El a concluzionat că închiderea Tramvaiului Brill ar economisi peste 2.000 de lire sterline (aproximativ 180.000 de lire sterline în 2024).

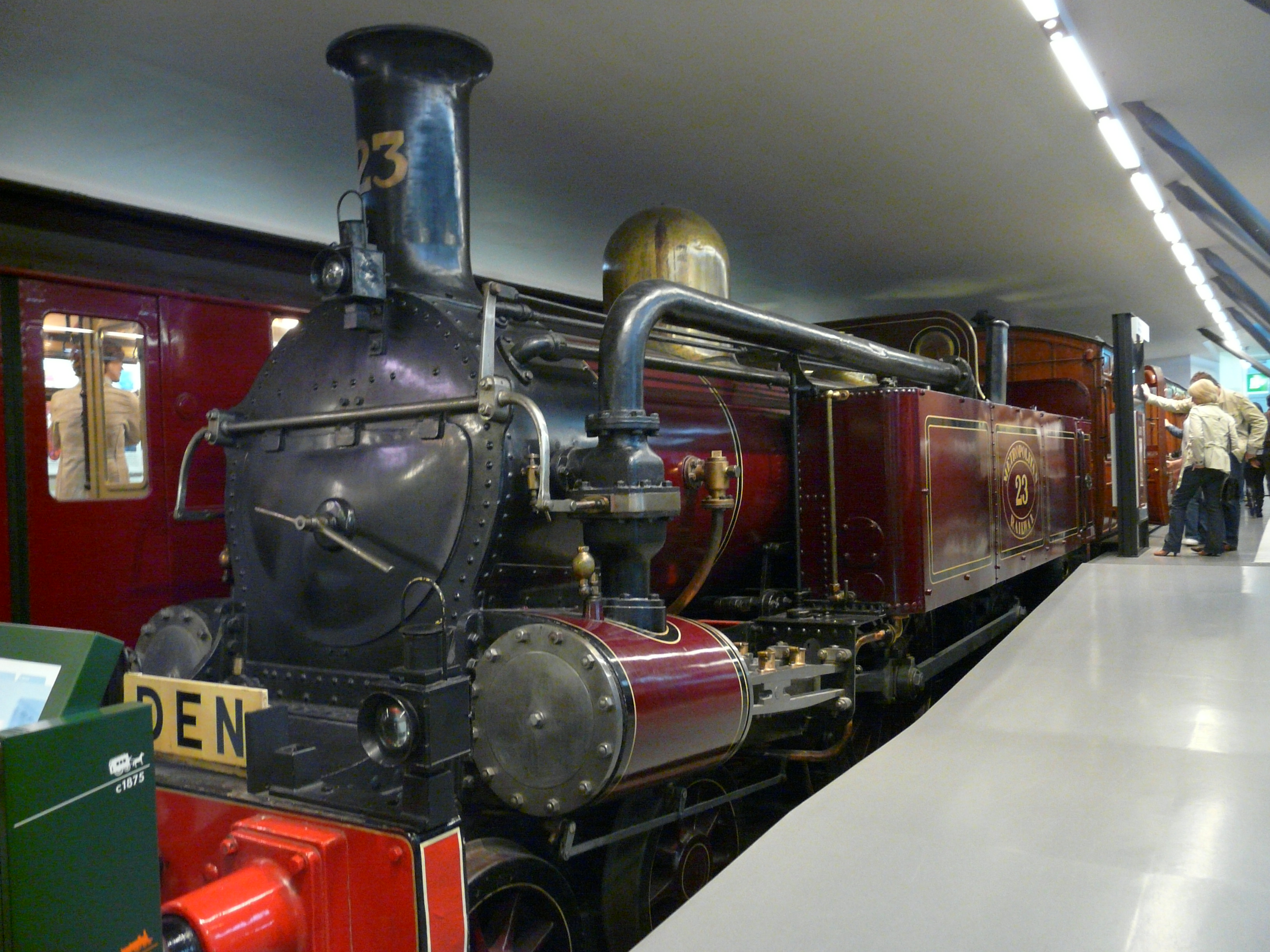
Una dintre cele două locomotive Metropolitan Railway clasa A utilizate pe tramvaiul Brill la momentul închiderii acestuia

Deoarece Frank Pick dorea să renunțe la serviciile de transport de marfă și nu vedea un viitor pentru extremitățile fostei Căi Ferate Metropolitane ca rute viabile pentru pasageri, London Passenger Transport Board (LPTB) a decis să închidă toate serviciile de pasageri dincolo de Aylesbury. Toate serviciile pe Tramvaiul Brill au fost oficial retrase la 1 decembrie 1935, ultimele trenuri circulând pe 30 noiembrie. În timp ce serviciile de pe Tramvaiul Brill au fost complet oprite, LPTB a considerat ramura Verney Junction ca având un potențial pentru transportul de marfă și ca rută de deviere, continuând să întrețină linia și să opereze servicii de transport de marfă până la 6 septembrie 1947.

## Închidere
După retragerea serviciilor de transport de către London Passenger Transport Board, contractul de închiriere al Căii Ferate Metropolitane a fost anulat, iar linia feroviară și stațiile au revenit sub controlul Oxford & Aylesbury Tramroad Company (O&ATC). Fără fonduri și material rulant propriu, O&ATC nu a putut să opereze linia, iar la 2 aprilie 1936 întreaga infrastructură a fost vândută la licitație. Clădirea stației Wotton a fost vândută pentru 5 lire sterline și 10 șilingi (aproximativ 470 de lire sterline în 2024), platforma pentru 2 lire sterline și 5 șilingi (aproximativ 190 de lire sterline în 2024), iar țarcul pentru vite pentru 11 șilingi (aproximativ 50 de lire sterline în 2024).
Gara Wotton de pe Ruta Alternativă, care trecuse din proprietatea Great Central Railway în cea a London and North Eastern Railway, a rămas deschisă, deși era puțin utilizată și deservită de doar două trenuri pe zi în fiecare direcție, până la 7 decembrie 1953, când linia a fost abandonată. Toate clădirile stației de tramvai Brill din Wotton au fost ulterior demolate, cu excepția unei mici clădiri care adăpostise forja tramvaiului, aceasta rămânând părăsită. Podul care transportase anterior Ruta Alternativă a fost demolat în 1970, iar fosta Gară Centrală Mare de pe Ruta Alternativă a fost transformată într-o locuință privată.